# Ahn Seo-hyun

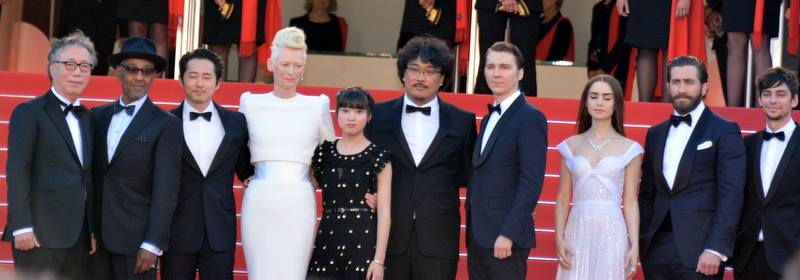
Ahn Seo-hyun na festiwalu w Cannes w 2017 roku.

Ahn Seo-hyun (kor. 안서현, ur. 12 stycznia 2004 w Suwon) – południowokoreańska aktorka.

## Filmografia
- 2009: Tokkiwa rijeodeu
- 2010: Sejamae – Yoon Goo-seul
- 2010: Pokojówka – Na-mi
- 2011: Szkoła Marzeń – Go Hye-sung
- 2011: Mihanhae, komaweo
- 2011: Heaven's Garden – Kang Hyun-soo
- 2012: Babo Eomma – Park Dat-byul
- 2014: Monster – Na-ri
- 2014: Ilpyeondanshim Mindeulre – młoda Min Deul-re
- 2017: Okja – Mija